# Port lotniczy Sardeh Band
Port lotniczy Sardeh Band (IATA: SBF, ICAO: OADS) – port lotniczy położony w miejscowości Sardeh Band, w Afganistanie.